# كونور والش
كونور والش (بالإنجليزية: Connor Walsh)‏ هو راقص باليه أمريكي، ولد في 1986 في فيرفاكس في الولايات المتحدة.